# 崇壽
崇壽（1863年—1900年），字鶴汀，溫徹亨氏，满洲镶黄旗人，清朝進士、政治人物。
光緒八年，中舉；光緒十五年，登進士，后授庶吉士。光緒十六年，任翰林院編修。光緒十七年，任順天鄉試同考官。次年，授鑲黃旗官學考校官。光緒十九年，任國史館協修。光緒二十年，任詹事府右贊善。光緒二十一年，任鑲黃旗管學官。光緒二十三年，升任翰林院侍講。光緒二十四年，任文淵閣校理。次年，任功臣館纂修、日講起居注官、翰林院侍讀。光緒二十六年，八國聯軍入京后，仰藥殉難，后贈太常寺卿銜。

## 延伸阅读
[在维基数据编辑]
 《清史稿·卷495》，出自趙爾巽《清史稿》